# Octomeria gehrtii
Octomeria gehrtii är en orkidéart som beskrevs av Frederico Carlos Hoehne och Schltr.. Octomeria gehrtii ingår i släktet Octomeria och familjen orkidéer. Inga underarter finns listade i Catalogue of Life.